# مارسيلو بونان
مارسيلو بونان هو لاعب كرة قدم برازيلي في مركز حراسة المرمى، ولد في 27 مايو 1981 في بلانالتو بارانا في البرازيل. لعب مع سانتو أندريه ونادي اتلتيكو سوروكابا ونادي إيتوانو ونادي ريو برانكو ونادي ساو بيرناردو ونادي سيارا ونادي فورتاليزا ونادي كوريتيبا.

## وصلات خارجية
- مارسيلو بونان على موقع قاعدة بيانات كرة القدم.إي يو (الإنجليزية)
- مارسيلو بونان على موقع Soccerway.com (الإنجليزية)